# Блајн (Вашингтон)
Блајн (енгл. Blyn) насељено је место без административног статуса у америчкој савезној држави Вашингтон.

## Демографија
По попису из 2010. године број становника је 101, што је 61 (-37,7%) становника мање него 2000. године.
| Група             | 2000.       | 2010.      |
| Белци             | 146 (90,1%) | 84 (83,2%) |
| Афроамериканци    | 0 (0,0%)    | 0 (0,0%)   |
| Азијати           | 1 (0,6%)    | 1 (1,0%)   |
| Хиспаноамериканци | 0 (0,0%)    | 8 (7,9%)   |
| Укупно            | 162         | 101        |